# 難病の患者に対する医療等に関する法律
難病の患者に対する医療等に関する法律（なんびょうのかんじゃにたいするいりょうとうにかんするほうりつ、平成26年5月30日法律第50号）は、難病対策の新しい法制度に関する法律である。難病法（なんびょうほう）とも称される。
法案審議の際に附帯決議が採択された。日本において2014年（平成26年）5月23日に成立した、2015年（平成27年）1月1日より施行された。
本法による制度は、難病医療費助成制度、また、特定医療費助成制度と称される。

## 概説
趣旨として、以下のように述べられる。
医療費助成の対象疾病の拡大として、対象疾病を従来の56疾病から、306疾病へと増やす。これにともない、受給者数は、約78万人（平成23年度）から、約150万人（平成27年度）（試算）へと増える。医療費助成の予算規模は、平成23年度（実績）1190億円から、平成27年度（予算）2221億円へと増大する。その一方で従来からの特定疾患（特定疾患治療研究事業対象）であった患者（難病療養継続者）にとってはおおむね助成の減額となるため、3年間の経過措置により影響を緩和しようとしている。
| 階層区分 | 階層区分の基準 （）内は、夫婦2人世帯の 場合における年収の目安 | 階層区分の基準 （）内は、夫婦2人世帯の 場合における年収の目安 | 患者負担割合: 2割自己負担上限額（外来＋入院） | 患者負担割合: 2割自己負担上限額（外来＋入院） | 患者負担割合: 2割自己負担上限額（外来＋入院） | 患者負担割合: 2割自己負担上限額（外来＋入院） | 患者負担割合: 2割自己負担上限額（外来＋入院） | 患者負担割合: 2割自己負担上限額（外来＋入院） |
| 階層区分 | 階層区分の基準 （）内は、夫婦2人世帯の 場合における年収の目安 | 階層区分の基準 （）内は、夫婦2人世帯の 場合における年収の目安 | 自己負担上限額（外来＋入院）                  | 自己負担上限額（外来＋入院）                  | 自己負担上限額（外来＋入院）                  | 自己負担上限額（外来＋入院）                  | 自己負担上限額（外来＋入院）                  | 自己負担上限額（外来＋入院）                  |
| 階層区分 | 階層区分の基準 （）内は、夫婦2人世帯の 場合における年収の目安 | 階層区分の基準 （）内は、夫婦2人世帯の 場合における年収の目安 | 原則                                          | 原則                                          | 原則                                          | 既認定者（経過措置3年間）                     | 既認定者（経過措置3年間）                     | 既認定者（経過措置3年間）                     |
| --- | ------------------------------------------------------------- | ------------------------------------------------------------- | --------------------------------------------- | --------------------------------------------- | --------------------------------------------- | --------------------------------------------- | --------------------------------------------- | --------------------------------------------- |
| 階層区分 | 階層区分の基準 （）内は、夫婦2人世帯の 場合における年収の目安 | 階層区分の基準 （）内は、夫婦2人世帯の 場合における年収の目安 | 一般                                          | 高額かつ 長期[1]                              |                                               | 一般                                          | 特定疾病 治療研究事業の 重症患者              |                                               |
| 階層区分 | 階層区分の基準 （）内は、夫婦2人世帯の 場合における年収の目安 | 階層区分の基準 （）内は、夫婦2人世帯の 場合における年収の目安 | 一般                                          | 高額かつ 長期[1]                              | 人工呼吸器等 装着者                           | 一般                                          | 特定疾病 治療研究事業の 重症患者              | 人工呼吸器等 装着者                           |
| 生活保護 | -                                                             | -                                                             | 0                                             | 0                                             | 0                                             | 0                                             | 0                                             | 0                                             |
| 低所得I | 市町村民税 非課税（世帯）                                     | 本人年収 〜80万円                                             | 2,500                                         | 2,500                                         | 1,000                                         | 2,500                                         | 2,500                                         | 1,000                                         |
| 低所得II | 市町村民税 非課税（世帯）                                     | 本人年収 80万円超〜                                           | 5,000                                         | 5,000                                         | 1,000                                         | 5,000                                         | 2,500                                         | 1,000                                         |
| 一般所得I | 市町村民税 課税以上7.1万円未満 （約160万円〜約370万円）       | 市町村民税 課税以上7.1万円未満 （約160万円〜約370万円）       | 10,000                                        | 5,000                                         | 1,000                                         | 5,000                                         | 5,000                                         | 1,000                                         |
| 一般所得II | 市町村民税 7.1万円以上25.1万円未満 （約370万円〜約810万円）   | 市町村民税 7.1万円以上25.1万円未満 （約370万円〜約810万円）   | 20,000                                        | 10,000                                        | 1,000                                         | 10,000                                        | 5,000                                         | 1,000                                         |
| 上位所得 | 市町村民税 25.1万円以上 （約810万円〜）                       | 市町村民税 25.1万円以上 （約810万円〜）                       | 30,000                                        | 20,000                                        | 1,000                                         | 20,000                                        | 5,000                                         | 1,000                                         |
| 入院時の食費 | 入院時の食費                                                  | 入院時の食費                                                  | 全額自己負担                                  | 全額自己負担                                  | 全額自己負担                                  | 1/2自己負担                                   | 1/2自己負担                                   | 1/2自己負担                                   |
| 1. ^ 「高額かつ長期」とは、月ごとの医療費総額が5万円を超える月が年間6回以上ある者 （例えば医療保険の2割負担の場合、医療費の自己負担が1万円を超える月が年間6回以上）。 |                                                               |                                                               |                                               |                                               |                                               |                                               |                                               |                                               |

自己負担上限額と、患者負担割合2割のどちらが優先かについては、小さい方が窓口での負担額となる。難病法による医療費助成のことを特定医療費と称する。特定医療費の支給に当たっては医療保険制度、介護保険制度による給付を優先する（保険優先制度）。

特定医療費の支給について（自己負担の考え方）

指定医の制度が開始された。新規に難病法のための診断書を作成できるのは難病指定医のみとなった。更新のための診断書を作成できるのは難病指定医と協力難病指定医である。ともに研修を必要とし、5年ごとの更新制である。指定医療機関の制度が開始された。病院、診療所、薬局などの申請に基いて、都道府県知事が、難病法による医療を受けられる医療機関の指定を行う方式となった。
難病法のための診断書を、申請書とともに都道府県の窓口に提出することによって、医療受給者証が発行され、受給が開始される。ただし、注意すべき点として、軽症者については原則として対象外であり、軽症の定義は各疾患により異なる。これに対して、高額な医療を継続することが必要な軽症者の取扱いが定められている。
医療費助成制度の見直しで、約15万人の軽症患者が受給対象から外れたことにより、対象外になった患者の半年の平均通院回数が5.3回から3.6回に減ったことが厚生労働省研究班の調査で判明した。
障害福祉サービスについては、本法ではなく障害者総合支援法が適用される。対象となる難病が151疾患へと拡大された。
小児に対しては、本法ではなく児童福祉法が適用される。その制度は、小児慢性特定疾病医療費助成制度と称される。自己負担上限額として成人の半分とし、入院時の食費が原則として半分助成される。また、小児期に亡くなるため成人例がこれまで存在しなかった疾患が多く、704疾患が対象である。このため小児慢性特定疾病医療費助成制度で助成を受けられた者が18歳になった際に、難病医療費助成制度で補助が受けられない問題が発生することから「小慢のトランジション」と呼ばれている。
また、各疾患の基準を満たし、審査が通れば、障害年金が受給される。

## 指定難病
難病法の対象疾患として指定を受けた難病のことを指定難病と呼んで、従来の特定疾患56疾病と区別されている。
第1次実施分は平成27年1月1日から、第2次実施分は平成27年7月1日から、第3次実施分は平成29年4月1日から、第4次実施分は平成30年4月1日から、第5次実施分は令和元年7月1日から、第6次実施分は令和3年11月1日から、第7次実施分は令和6年4月1日から施行された。これにより従来の特定疾患を含めて341疾患となった。

### 第1次実施分（平成27年1月1日施行）
各疾患の診断基準等および申請用個人票については厚生労働省のサイトに掲載されている。
| 番号 | 病名                                                 | 備考     |
| ---- | ---------------------------------------------------- | -------- |
| 1    | 球脊髄性筋萎縮症                                     | 特定疾患 |
| 2    | 筋萎縮性側索硬化症                                   | 特定疾患 |
| 3    | 脊髄性筋萎縮症                                       | 特定疾患 |
| 4    | 原発性側索硬化症                                     |          |
| 5    | 進行性核上性麻痺                                     | 特定疾患 |
| 6    | パーキンソン病                                       | 特定疾患 |
| 7    | 大脳皮質基底核変性症                                 | 特定疾患 |
| 8    | ハンチントン病                                       | 特定疾患 |
| 9    | 神経有棘赤血球症                                     |          |
| 10   | シャルコー・マリー・トゥース病                       |          |
| 11   | 重症筋無力症                                         | 特定疾患 |
| 12   | 先天性筋無力症候群                                   |          |
| 13   | 多発性硬化症／視神経脊髄炎                           | 特定疾患 |
| 14   | 慢性炎症性脱髄性多発神経炎／多巣性運動ニューロパチー | 特定疾患 |
| 15   | 封入体筋炎                                           |          |
| 16   | クロウ・深瀬症候群                                   |          |
| 17   | 多系統萎縮症                                         | 特定疾患 |
| 18   | 脊髄小脳変性症(多系統萎縮症を除く)                   | 特定疾患 |
| 19   | ライソゾーム病                                       | 特定疾患 |
| 20   | 副腎白質ジストロフィー                               | 特定疾患 |
| 21   | ミトコンドリア病                                     | 特定疾患 |
| 22   | もやもや病                                           | 特定疾患 |
| 23   | プリオン病                                           | 特定疾患 |
| 24   | 亜急性硬化性全脳炎                                   | 特定疾患 |
| 25   | 進行性多巣性白質脳症                                 |          |
| 26   | HTLV-1関連脊髄症                                     |          |
| 27   | 特発性基底核石灰化症                                 |          |
| 28   | 全身性アミロイドーシス                               | 特定疾患 |
| 29   | ウルリッヒ病                                         |          |
| 30   | 遠位型ミオパチー                                     |          |
| 31   | ベスレムミオパチー                                   |          |
| 32   | 自己貪食空胞性ミオパチー                             |          |
| 33   | シュワルツ・ヤンペル症候群                           |          |
| 34   | 神経線維腫症                                         | 特定疾患 |
| 35   | 天疱瘡                                               | 特定疾患 |
| 36   | 表皮水疱症                                           | 特定疾患 |
| 37   | 膿疱性乾癬（汎発型）                                 | 特定疾患 |
| 38   | スティーヴンス・ジョンソン症候群                     | 特定疾患 |
| 39   | 中毒性表皮壊死症                                     | 特定疾患 |
| 40   | 高安動脈炎                                           | 特定疾患 |
| 41   | 巨細胞性動脈炎                                       |          |
| 42   | 結節性多発動脈炎                                     | 特定疾患 |
| 43   | 顕微鏡的多発血管炎                                   | 特定疾患 |
| 44   | 多発血管炎性肉芽腫症                                 | 特定疾患 |
| 45   | 好酸球性多発血管炎性肉芽腫症                         |          |
| 46   | 悪性関節リウマチ                                     | 特定疾患 |
| 47   | バージャー病                                         | 特定疾患 |
| 48   | 原発性抗リン脂質抗体症候群                           |          |
| 49   | 全身性エリテマトーデス                               | 特定疾患 |
| 50   | 皮膚筋炎／多発性筋炎                                 | 特定疾患 |
| 51   | 全身性強皮症                                         | 特定疾患 |
| 52   | 混合性結合組織病                                     | 特定疾患 |
| 53   | シェーグレン症候群                                   |          |
| 54   | 成人発症スチル病                                     |          |
| 55   | 再発性多発軟骨炎                                     |          |
| 56   | ベーチェット病                                       | 特定疾患 |
| 57   | 特発性拡張型心筋症                                   | 特定疾患 |
| 58   | 肥大型心筋症                                         | 特定疾患 |
| 59   | 拘束型心筋症                                         | 特定疾患 |
| 60   | 再生不良性貧血                                       | 特定疾患 |
| 61   | 自己免疫性溶血性貧血                                 |          |
| 62   | 発作性夜間ヘモグロビン尿症                           |          |
| 63   | 特発性血小板減少性紫斑病                             | 特定疾患 |
| 64   | 血栓性血小板減少性紫斑病                             |          |
| 65   | 原発性免疫不全症候群                                 | 特定疾患 |
| 66   | IgA腎症                                              |          |
| 67   | 多発性嚢胞腎                                         |          |
| 68   | 黄色靱帯骨化症                                       | 特定疾患 |
| 69   | 後縦靱帯骨化症                                       | 特定疾患 |
| 70   | 広範脊柱管狭窄症                                     | 特定疾患 |
| 71   | 特発性大腿骨頭壊死症                                 | 特定疾患 |
| 72   | 下垂体性ADH分泌異常症                                | 特定疾患 |
| 73   | 下垂体性TSH分泌亢進症                                | 特定疾患 |
| 74   | 下垂体性PRL分泌亢進症                                | 特定疾患 |
| 75   | クッシング病                                         | 特定疾患 |
| 76   | 下垂体性ゴナドトロピン分泌亢進症                     | 特定疾患 |
| 77   | 下垂体性成長ホルモン分泌亢進症                       | 特定疾患 |
| 78   | 下垂体前葉機能低下症                                 | 特定疾患 |
| 79   | 家族性高コレステロール血症 （ホモ接合体）            | 特定疾患 |
| 80   | 甲状腺ホルモン不応症                                 |          |
| 81   | 先天性副腎皮質酵素欠損症                             |          |
| 82   | 先天性副腎低形成症                                   |          |
| 83   | アジソン病                                           |          |
| 84   | サルコイドーシス                                     | 特定疾患 |
| 85   | 特発性間質性肺炎                                     | 特定疾患 |
| 86   | 肺動脈性肺高血圧症                                   | 特定疾患 |
| 87   | 肺静脈閉塞症／肺毛細血管腫症                         | 特定疾患 |
| 88   | 慢性血栓塞栓性肺高血圧症                             | 特定疾患 |
| 89   | リンパ脈管筋腫症                                     | 特定疾患 |
| 90   | 網膜色素変性症                                       | 特定疾患 |
| 91   | バッド・キアリ症候群                                 | 特定疾患 |
| 92   | 特発性門脈圧亢進症                                   |          |
| 93   | 原発性胆汁性胆管炎                                   | 特定疾患 |
| 94   | 原発性硬化性胆管炎                                   |          |
| 95   | 自己免疫性肝炎                                       |          |
| 96   | クローン病                                           | 特定疾患 |
| 97   | 潰瘍性大腸炎                                         | 特定疾患 |
| 98   | 好酸球性消化管疾患                                   |          |
| 99   | 慢性特発性偽性腸閉塞症                               |          |
| 100  | 巨大膀胱短小結腸腸管蠕動不全症                       |          |
| 101  | 腸管神経節細胞僅少症                                 |          |
| 102  | ルビンシュタイン・テイビ症候群                       |          |
| 103  | CFC症候群                                            |          |
| 104  | コステロ症候群                                       |          |
| 105  | チャージ症候群                                       |          |
| 106  | クリオピリン関連周期熱症候群                         |          |
| 107  | 全身型若年性特発性関節炎                             |          |
| 108  | TNF受容体関連周期性症候群                            |          |
| 109  | 非典型溶血性尿毒症症候群                             |          |
| 110  | ブラウ症候群                                         |          |

### 第2次実施分（平成27年7月1日施行）
各疾患の診断基準等および申請用個人票については厚生労働省のサイトに掲載されている。
| 番号 | 病名                                                    |
| ---- | ------------------------------------------------------- |
| 111  | 先天性ミオパチー                                        |
| 112  | マリネスコ・シェーグレン症候群                          |
| 113  | 筋ジストロフィー                                        |
| 114  | 非ジストロフィー性ミオトニー症候群                      |
| 115  | 遺伝性周期性四肢麻痺                                    |
| 116  | アトピー性脊髄炎                                        |
| 117  | 脊髄空洞症                                              |
| 118  | 脊髄髄膜瘤                                              |
| 119  | アイザックス症候群                                      |
| 120  | 遺伝性ジストニア                                        |
| 121  | 脳内鉄沈着神経変性症経                                  |
| 122  | 脳表ヘモジデリン沈着症                                  |
| 123  | HTRA1関連脳                                             |
| 124  | 皮質下梗塞と白質脳症を伴う常染色体優性脳動脈症          |
| 125  | 神経軸索スフェロイド形成を伴う遺伝性びまん性白質脳症    |
| 126  | ペリー病                                                |
| 127  | 前頭側頭葉変性症                                        |
| 128  | ビッカースタッフ脳幹脳炎                                |
| 129  | けいれん重積型（二相性）急性脳症                        |
| 130  | 先天性無痛無汗症                                        |
| 131  | アレキサンダー病                                        |
| 132  | 先天性核上性球麻痺                                      |
| 133  | メビウス症候群                                          |
| 134  | 中隔視神経形成異常症／ドモルシア症候群                  |
| 135  | アイカルディ症候群                                      |
| 136  | 片側巨脳症                                              |
| 137  | 限局性皮質異形成                                        |
| 138  | 神経細胞移動異常症                                      |
| 139  | 先天性大脳白質形成不全症                                |
| 140  | ドラベ症候群                                            |
| 141  | 海馬硬化を伴う内側側頭葉てんかん                        |
| 142  | ミオクロニー欠神てんかん                                |
| 143  | ミオクロニー脱力発作を伴うてんかん                      |
| 144  | レノックス・ガストー症候群                              |
| 145  | ウエスト症候群                                          |
| 146  | 大田原症候群                                            |
| 147  | 早期ミオクロニー脳症                                    |
| 148  | 遊走性焦点発作を伴う乳児てんかん                        |
| 149  | 片側痙攣・片麻痺・てんかん症候群                        |
| 150  | 環状20番染色体症候群                                    |
| 151  | ラスムッセン脳炎                                        |
| 152  | PCDH19関連症候群                                        |
| 153  | 難治頻回部分発作重積型急性脳炎                          |
| 154  | 徐波睡眠期持続性棘徐波を示すてんかん性脳症              |
| 155  | ランドウ・クレフナー症候群                              |
| 156  | レット症候群                                            |
| 157  | スタージ・ウェーバー症候群                              |
| 158  | 結節性硬化症                                            |
| 159  | 色素性乾皮症                                            |
| 160  | 先天性魚鱗癬                                            |
| 161  | 家族性良性慢性天疱瘡                                    |
| 162  | 類天疱瘡（後天性表皮水疱症を含む）                      |
| 163  | 特発性後天性全身性無汗症                                |
| 164  | 眼皮膚白皮症                                            |
| 165  | 肥厚性皮膚骨膜症                                        |
| 166  | 弾性線維性仮性黄色腫                                    |
| 167  | マルファン症候群／ロイス・ディーツ症候群                |
| 168  | エーラス・ダンロス症候群                                |
| 169  | メンケス病                                              |
| 170  | オクシピタル・ホーン症候群                              |
| 171  | ウィルソン病                                            |
| 172  | 低ホスファターゼ症                                      |
| 173  | VATER症候群                                             |
| 174  | 那須・ハコラ病                                          |
| 175  | ウィーバー症候群                                        |
| 176  | コフィン・ローリー症候群                                |
| 177  | ジュベール症候群関連疾患                                |
| 178  | モワット・ウィルソン症候群                              |
| 179  | ウィリアムズ症候群                                      |
| 180  | ATR-X症候群                                             |
| 181  | クルーゾン症候群                                        |
| 182  | アペール症候群                                          |
| 183  | ファイファー症候群                                      |
| 184  | アントレー・ビクスラー症候群                            |
| 185  | コフィン・シリス症候群                                  |
| 186  | ロスムンド・トムソン症候群                              |
| 187  | 歌舞伎症候群                                            |
| 188  | 多脾症候群                                              |
| 189  | 無脾症候群                                              |
| 190  | 鰓耳腎症候群                                            |
| 191  | ウェルナー症候群                                        |
| 192  | コケイン症候群                                          |
| 193  | プラダー・ウィリ症候群                                  |
| 194  | ソトス症候群                                            |
| 195  | ヌーナン症候群                                          |
| 196  | ヤング・シンプソン症候群                                |
| 197  | 1p36欠失症候群                                          |
| 198  | 4p欠失症候群                                            |
| 199  | 5p欠失症候群                                            |
| 200  | 第14番染色体父親性ダイソミー症候群                      |
| 201  | アンジェルマン症候群                                    |
| 202  | スミス・マギニス症候群                                  |
| 203  | 22q11.2欠失症候群                                       |
| 204  | エマヌエル症候群                                        |
| 205  | 脆弱X症候群関連疾患                                     |
| 206  | 脆弱X症候群                                             |
| 207  | 総動脈幹遺残症                                          |
| 208  | 修正大血管転位症                                        |
| 209  | 完全大血管転位症                                        |
| 210  | 単心室症                                                |
| 211  | 左心低形成症候群                                        |
| 212  | 三尖弁閉鎖症                                            |
| 213  | 心室中隔欠損を伴わない肺動脈閉鎖症                      |
| 214  | 心室中隔欠損を伴う肺動脈閉鎖症                          |
| 215  | ファロー四徴症                                          |
| 216  | 両大血管右室起始症                                      |
| 217  | エプスタイン病                                          |
| 218  | アルポート症候群                                        |
| 219  | ギャロウェイ・モワト症候群                              |
| 220  | 急速進行性糸球体腎炎                                    |
| 221  | 抗糸球体基底膜腎炎                                      |
| 222  | 一次性ネフローゼ症候群                                  |
| 223  | 一次性膜性増殖性糸球体腎炎                              |
| 224  | 紫斑病性腎炎                                            |
| 225  | 先天性腎性尿崩症                                        |
| 226  | 間質性膀胱炎（ハンナ型）                                |
| 227  | オスラー病                                              |
| 228  | 閉塞性細気管支炎                                        |
| 229  | 肺胞蛋白症（自己免疫性又は先天性）                      |
| 230  | 肺胞低換気症候群                                        |
| 231  | α1－アンチトリプシン欠乏症                              |
| 232  | カーニー複合                                            |
| 233  | ウォルフラム症候群                                      |
| 234  | ペルオキシソーム病（副腎白質ジストロフィーを除く）      |
| 235  | 副甲状腺機能低下症                                      |
| 236  | 偽性副甲状腺機能低下症                                  |
| 237  | 副腎皮質刺激ホルモン不応症                              |
| 238  | ビタミンD抵抗性くる病／骨軟化症                         |
| 239  | ビタミンD依存性くる病／骨軟化症                         |
| 240  | フェニルケトン尿症                                      |
| 241  | 高チロシン血症1型                                       |
| 242  | 高チロシン血症2型                                       |
| 243  | 高チロシン血症3型                                       |
| 244  | メープルシロップ尿症                                    |
| 245  | プロピオン酸血症                                        |
| 246  | メチルマロン酸血症                                      |
| 247  | イソ吉草酸血症                                          |
| 248  | グルコーストランスポーター1欠損症                       |
| 249  | グルタル酸血症1型                                       |
| 250  | グルタル酸血症2型                                       |
| 251  | 尿素サイクル異常症                                      |
| 252  | リジン尿性蛋白不耐症                                    |
| 253  | 先天性葉酸吸収不全                                      |
| 254  | ポルフィリン症                                          |
| 255  | 複合カルボキシラーゼ欠損症                              |
| 256  | 筋型糖原病                                              |
| 257  | 肝型糖原病                                              |
| 258  | ガラクトース－1－リン酸ウリジルトランスフェラーゼ欠損症 |
| 259  | レシチンコレステロールアシルトランスフェラーゼ欠損症    |
| 260  | シトステロール血症                                      |
| 261  | タンジール病                                            |
| 262  | 原発性高カイロミクロン血症                              |
| 263  | 脳腱黄色腫症                                            |
| 264  | 無βリポタンパク血症                                     |
| 265  | 脂肪萎縮症                                              |
| 266  | 家族性地中海熱                                          |
| 267  | 高IgD症候群                                             |
| 268  | 中條・西村症候群                                        |
| 269  | 化膿性無菌性関節炎・壊疽性膿皮症・アクネ症候群          |
| 270  | 慢性再発性多発性骨髄炎                                  |
| 271  | 強直性脊椎炎                                            |
| 272  | 進行性骨化性線維異形成症                                |
| 273  | 肋骨異常を伴う先天性側弯症                              |
| 274  | 骨形成不全症                                            |
| 275  | タナトフォリック骨異形成症                              |
| 276  | 軟骨無形成症                                            |
| 277  | リンパ管腫症／ゴーハム病                                |
| 278  | 巨大リンパ管奇形（頚部顔面病変）                        |
| 279  | 巨大静脈奇形（頚部口腔咽頭びまん性病変）                |
| 280  | 巨大動静脈奇形（頚部顔面又は四肢病変）                  |
| 281  | クリッペル・トレノネー・ウェーバー症候群                |
| 282  | 先天性赤血球形成異常性貧血                              |
| 283  | 後天性赤芽球癆                                          |
| 284  | ダイアモンド・ブラックファン貧血                        |
| 285  | ファンコーニ貧血                                        |
| 286  | 遺伝性鉄芽球性貧血                                      |
| 287  | エプスタイン症候群                                      |
| 288  | 自己免疫性後天性凝固因子欠乏症                          |
| 289  | クロンカイト・カナダ症候群                              |
| 290  | 非特異性多発性小腸潰瘍症                                |
| 291  | ヒルシュスプルング病（全結腸型又は小腸型）              |
| 292  | 総排泄腔外反症                                          |
| 293  | 総排泄腔遺残                                            |
| 294  | 先天性横隔膜ヘルニア                                    |
| 295  | 乳幼児肝巨大血管腫                                      |
| 296  | 胆道閉鎖症                                              |
| 297  | アラジール症候群                                        |
| 298  | 遺伝性膵炎                                              |
| 299  | 嚢胞性線維症                                            |
| 300  | IgG4関連疾患                                            |
| 301  | 黄斑ジストロフィー                                      |
| 302  | レーベル遺伝性視神経症                                  |
| 303  | アッシャー症候群                                        |
| 304  | 若年発症型両側性感音難聴                                |
| 305  | 遅発性内リンパ水腫                                      |
| 306  | 好酸球性副鼻腔炎                                        |

### 第3次実施分（平成29年4月1日施行）
各疾患の診断基準等および申請用個人票については厚生労働省のサイトに掲載されている。
| 番号 | 病名                                                    |
| ---- | ------------------------------------------------------- |
| 307  | カナバン病                                              |
| 308  | 進行性白質脳症                                          |
| 309  | 進行性ミオクローヌスてんかん                            |
| 310  | 先天異常症候群                                          |
| 311  | 先天性三尖弁狭窄症                                      |
| 312  | 先天性僧帽弁狭窄症                                      |
| 313  | 先天性肺静脈狭窄症                                      |
| 314  | 左肺動脈右肺動脈起始症                                  |
| 315  | アイザックス症候群                                      |
| 316  | ネイルパテラ症候群（爪膝蓋骨症候群）／LMX1B関連腎症     |
| 317  | カルニチン回路異常症                                    |
| 318  | 三頭酵素欠損症                                          |
| 319  | セピアプテリン還元酵素（SR）欠損症                      |
| 320  | 先天性グリコシルホスファチジルイノシトール（GPI）欠損症 |
| 321  | 非ケトーシス型高グリシン血症                            |
| 322  | β－ケトチオラーゼ欠損症                                 |
| 323  | 芳香族L－アミノ酸脱炭酸酵素欠損症                       |
| 324  | メチルグルタコン酸尿症                                  |
| 325  | 遺伝性自己炎症疾患                                      |
| 326  | 大理石骨病                                              |
| 327  | 特発性血栓症病（遺伝性血栓性素因によるものに限る。）    |
| 328  | 前眼部形成異常                                          |
| 329  | 無虹彩症                                                |
| 330  | 先天性気管狭窄症／先天性声門下狭窄症                    |

### 第4次実施分（平成30年4月1日施行）
各疾患の診断基準等および申請用個人票については厚生労働省のサイトに掲載されている。
| 番号 | 病名                           |
| ---- | ------------------------------ |
| 331  | 突発性多中心性キャッスルマン病 |

### 第5次実施分（令和元年7月1日施行）
各疾患の診断基準等および申請用個人票については厚生労働省のサイトに掲載されている。
| 番号 | 病名                             |
| ---- | -------------------------------- |
| 332  | 膠様滴状角膜ジストロフィー       |
| 333  | ハッチンソン・ギルフォード症候群 |

### 第6次実施分（令和3年11月1日施行）
各疾患の診断基準等および申請用個人票については厚生労働省のサイトに掲載されている。
| 番号 | 病名                                     |
| ---- | ---------------------------------------- |
| 288  | 自己免疫性後天性凝固因子欠乏症           |
| 334  | 脳クレアチン欠乏症候群                   |
| 335  | ネフロン癆                               |
| 336  | 家族性低βリポタンパク血症1（ホモ接合体） |
| 337  | ホモシスチン尿症                         |
| 338  | 進行性家族性肝内胆汁うっ滞症             |

### 第7次実施分（令和6年4月1日施行）
各疾患の診断基準等および申請用個人票については厚生労働省のサイトに掲載されている。
| 番号 | 病名                                             |
| ---- | ------------------------------------------------ |
| 339  | MECP2重複症候群                                  |
| 340  | 線毛機能不全症候群（カルタゲナー症候群を含む。） |
| 341  | TRPV4異常症                                      |

### 選定方法と課題
難病の定義として、次の4項目が挙げられている。
1. 原因不明（発病の機構が明らかでない）
2. 治療方法が確立していない
3. 希少な疾病
4. その病気によって、長い間療養を必要とすることとなるもの

このうち、さらに2項目で選定されて、指定難病となる。
1. 患者数が日本国内で一定の人数（人口の0.1%）に達しないこと
2. 客観的な診断基準（又はそれに準ずるもの）が確立していること

患者数の条件については、潰瘍性大腸炎などを指定の範囲に留めるため、後に0.15%未満の疾患についても便宜上対象とすることが示された。
選定は第三者機関の形をとった、厚生科学審議会 (疾病対策部会指定難病検討委員会)により行われる。
しかしながらこうした選定方法について、課題も指摘されている。一つには、希少性の条件と、病名によって、助成の基準を区切ることが不適切ではないかという指摘である。
2015年度中に、もう一度指定難病検討委員会が開かれることがアナウンスされている。
目立った批判として日本弁護士連合会より、「難病者の人権保障の確立を求める意見書」が、2015年7月28日付けで、内閣総理大臣、文部科学大臣及び厚生労働大臣宛てに提出された。 その中で「難病者」の概念について、障害者権利条約を受けた、改正障害者基本法に即した考え方を採用することなどが、強く要望された。

## 難病と希少疾患
本法における難病の定義とは、指定難病の条件を除けば、先述の4つの条件、原因不明（発病の機構が明らかでない）、治療方法が確立していない、希少な疾病、その病気によって長い間療養を必要とすることとなるもの、を満たす疾患である。ここで希少な疾病とは、患者数の少ない疾患を意味し、具体的に条件を課すと、欧米で希少疾患と呼んでいる概念である。希少疾患は、人口比として約0.06%（米国)、0.05%（EU）未満の疾患である。希少疾患は、欧米の行政上は主として、人口比が小さく薬剤開発が進まない疾患への便宜、いわゆるオーファン・ドラッグの認定の際に関係している。日本で欧米の希少疾患に近い概念として、医薬品、医療機器等の品質、有効性及び安全性の確保等に関する法律（薬機法）で定められる希少疾病用医薬品が挙げられ、人口比として約0.04%未満の疾患に対して便宜が図られている。
本法における指定難病の条件として原則0.1%未満が用いられていることで、指定難病の希少性の条件は、欧米の希少疾患、また、日本の薬事法で定められる希少疾病用医薬品の条件よりも広いが、希少性以外の条件を加味すると難病の範囲は狭くなる。したがって、本法における難病と希少疾患は、法的解釈として、厳密に言うと異なる概念である。しかし、実際問題として、広義に解釈すれば、日本では伝統的に難病と呼ばれてきたものが、欧米で伝統的に希少疾患と呼ばれてきたものに近い。